# Werdenfelser Weg
Der Werdenfelser Weg ist ein verfahrensrechtlicher Ansatz im Rahmen des geltenden Betreuungsrechts, um die Anwendung von Fixierungen und freiheitseinschränkende Maßnahmen (FEM) wie Medikamenteneinsatz, Bauchgurte, Bettgitter, Trickverschlüsse an Türen, Vorsatztische in Pflegeeinrichtungen zu reduzieren.
Er setzt am gerichtlichen Genehmigungsverfahren nach § 1831 (bis 31.12.2022 § 1906) Abs. 4 BGB an, mit der gemeinsamen Zielsetzung, die Entscheidungsprozesse über die Notwendigkeit freiheitsentziehender Maßnahmen zu verbessern und Fixierungen auf ein unumgängliches Minimum zur Vermeidung von Eigen- oder Fremdgefährdungen zu reduzieren. Benannt ist er nach der Region, in der verschiedene Beteiligte Schritte für ein konsensuelles Genehmigungsverfahren nach dem Betreuungsrecht zunächst erprobt haben.

## Inhalte des Werdenfelser Weges
Der Werdenfelser Weg bemüht sich um eine Abkehr vom starren Sicherheitsdenken und hin zu einem verantwortungsvollen Abwägen aller Aspekte. Er entfaltet seine Wirkung dadurch, dass er auf bewusste verantwortungsvolle Veränderung der Pflegekultur setzt und dabei Gerichte und Behörden auf die stationäre Pflege zugehen. Das Wissen, dass sich das Betreuungsgericht und die Betreuungsbehörden jeweils zu dem gemeinsamen Ziel der weitgehenden Vermeidung von Fixierungen gemeinsam mit den Pflegenden ausdrücklich bekennen, führt zu einer Öffnung aller Professionen, zu einem Wissensaustausch und auch zu einer gemeinsamen Verantwortungsübernahme in jedem Einzelfall. Er wurde ohne Fördermittel und ohne Budget im Landkreis Garmisch-Partenkirchen vom Leiter der örtlichen Betreuungsbehörde Josef Wassermann und Amtsrichter Sebastian Kirsch entwickelt.
Der Werdenfelser Weg ist darüber hinaus auch ein Weg bundesweiter Vernetzung von beteiligten Professionen. Derzeit sind ca. 180 Betreuungsrichter aus allen Teilen der Bundesrepublik, ca. 80 Mitarbeiter von Betreuungsbehörden und Heimaufsicht, etwa 600 bereits ausgebildete spezialisierte Verfahrenspfleger, und weitere Pflegefachleute und Rechtsanwälte über das insoweit immer noch federführende Amtsgericht Garmisch-Partenkirchen miteinander vernetzt und tauschen regelmäßig in kurzen Abständen Sachinformationen aus. So hat sich der Werdenfelser Weg auch zu einer Informationsplattform für alle beteiligten Professionen bundesweit entwickelt.
Die Genehmigung freiheitsentziehender Maßnahmen nach § 1831 Abs. 4 BGB zeigt ein grundsätzliches Problem der Justiz auf. Dort, wo in einem Massenverfahren mit ca. 90.000 Genehmigungen im Jahr zwar Rechtsbehelfe bestehen, jedoch nur in geringem Umfang eingelegt werden, fehlt Rechtsanwendern ein klassisches rechtsstaatliches Korrektiv: die Beurteilung der Rechtsauslegung durch Oberinstanzen. Bei Genehmigungsquoten, die in den vergangenen Jahrzehnten häufig nahe an 100 %, bezogen auf die Antragstellungen lagen, fehlte Anlass und Wirkung oberinstanzlicher Korrektur. Der E-Mail Verteiler steuert mit seiner Vernetzung einer großen Anzahl erstinstanzlich tätiger Betreuungsrichter diesem Mangel entgegen. Es hat sich ein sehr unorthodoxes geschlossenes Forum zum Austausch juristischen Wissens, aber auch praktischen Erfahrungsaustauschs gebildet.
Die ehemalige bayerische Justizministerin Beate Merk hat dafür Sorge getragen, dass der Werdenfelser Weg Thema der Justizministerkonferenz vom 9. November 2011 war und ein Beschluss aller Justizminister zur Unterstützung des Ansatzes gefasst wurde. Bayerns Justizminister Winfried Bausback am 16. Oktober 2013: „Der Werdenfelser Weg zeigt, wie eine Initiative, die in der Praxis vor Ort – im Kleinen – entstanden ist, Vorbildfunktion entwickeln und zu einer nachhaltigen Änderung der Praxis führen kann“. „Ich danke allen Gerichten und Einrichtungen, die den Werdenfelser Weg eingeschlagen haben, und möchte sie ermuntern, diesen Weg konsequent weiter zu gehen. Sie können sich sicher sein, dass sie mit ihrem Engagement einen wichtigen Beitrag zur Verbesserung der Lebensqualität alter und kranker Menschen leisten!“
Am 6. November 2014 hat sich die 85. Justizministerkonferenz erneut mit dem Werdenfelser Weg befasst, diesmal auf Initiative des nordrhein-westfälischen Justizministers Folgender Beschluss wurde gefasst:
1. Die Justizministerinnen und Justizminister begrüßen den Bericht des nordrhein-westfälischen Justizministers zur zwischenzeitlichen Verbreitung und Wirkung fixierungsvermeidender Strategien, die in der Fachöffentlichkeit anhand der Projekte „Werdenfelser Weg“ und „ReduFix“ diskutiert werden.
2. Sie unterstützen den sich in der Pflege und Justiz zunehmend abzeichnenden Bewusstseinswandel und treten dafür ein, freiheitsbeschränkende Maßnahmen gemäß § 1831 Abs. 4 BGB (ehemals § 1906 Abs. 4 BGB) zum Wohle und zur Erhaltung der Lebensqualität pflegebedürftiger Menschen auf ein unumgängliches Maß zu reduzieren.
3. Zur Förderung dieser Entwicklung sprechen sich die Justizministerinnen und Justizminister dafür aus, spezifische, erforderlichenfalls auch länderübergreifende Fortbildungsangebote für die Richterschaft bereitzustellen sowie Möglichkeiten des Erfahrungsaustausches zu bieten.
4. Die Konferenz der Justizministerinnen und Justizminister beauftragt ihre Vorsitzende, den Beschluss und Bericht an die Konferenz der Gesundheitsministerinnen und Gesundheitsminister zu übermitteln.

## Rolle der Verfahrenspfleger
Kernpunkt des Werdenfelser Weges ist die Ausbildung von spezialisierten Verfahrenspflegern, welche auf dem Gebiet der freiheitsentziehenden Maßnahmen sowohl über rechtliche als auch über pflegerische Fachkenntnisse verfügen. Eingesetzt werden nicht vornehmlich wie bislang Rechtsanwälte, sondern Personen, die einen Pflegeberuf erlernt haben und über einschlägige Berufserfahrung verfügen.
Die Bestellung eines Verfahrenspflegers dient dem effektiven Rechtsschutz des Bewohners durch das Verfahrensrecht. Zumeist geht es um sein Freiheitsrecht, seine Menschenwürde und andererseits sein Recht auf körperliche Unversehrtheit der physischen als auch psychischen Gesundheit, also um die höchsten Rechtsgüter, die unsere Verfassung kennt. Ein Verfahrenspfleger ist vor allem deshalb von besonderer Bedeutung für den Entscheidungsprozess, weil der Betroffene oft nicht mehr in der Lage ist, seinen Willen kundzutun bzw. einen freien Willen überhaupt noch zu bilden. Deswegen schreibt das Gesetz die Bestellung auch verpflichtend vor § 317 FamFG Sie ist auch nicht entbehrlich, falls das Gericht durch Beauftragung eines Sachverständigen eigene weitergehende Ermittlungen anstellt.
Der Verfahrenspfleger ist zwar vom Gericht bestellt, dann aber nur dem Betroffenen gegenüber zu einer sachgerechten Rechtsvertretung verpflichtet. Er ist weder weisungsgebunden dem Gericht gegenüber noch Gerichtshelfer. Er ermittelt nicht für das Gericht, sondern muss sich in seiner eigenen Rolle eine eigene fachliche Meinung bilden.
Das erfordert, dass ein Verfahrenspfleger in besonderer Weise befähigt sein muss, die Interessen des Betroffenen herauszufinden und zu vertreten. Der Verfahrenspfleger muss sich einerseits in die vom Betroffenen subjektiv wahrgenommene Situation hineinversetzen, andererseits in Abwägung aller Fakten die objektiven Interessen zu dessen Grundrechtsverwirklichung im Verfahren vertreten. Er ist sogar an rein subjektiven Willensäußerungen, die in Verkennung der Situation vom Betroffenen formuliert werden, nicht gebunden. Der Verfahrenspfleger ist insofern verpflichtet, im Rahmen seiner eigenen Rolle die objektiven Interessen herauszufinden und zu vertreten. Wenn der Betroffene allerdings in der Lage ist, seine Rechte selbst wahrzunehmen, dann hat die eigene Position des Betroffenen Vorrang.
Ein zentrales Problem des bisherigen Entscheidungsprozesses ist, dass die (zumeist unbegründete) Angst der Einrichtungen vor späteren Haftungsforderungen von Krankenkassen für Behandlungskosten bei Nichtfixierung bestand. Alle fachlichen Überlegungen der Pflegenden wurden davon überlagert.
Tatsächlich sind diese Befürchtungen aber meist unbegründet, da nach neuerer Rechtsprechung des BGH Pflegeeinrichtungen bei gewissenhafter fachlicher Beurteilung nicht für sturzbedingte Verletzungen haften. Zum Haftungsrisiko hat der BGH klare Grundsätze festgelegt, die die Rechtssicherheit des Pflegepersonals und die Rechte der Bewohner stärken.
Auf dieser Grundlage werden im Rahmen des Werdenfelser Weges Menschen mit Pflegeerfahrung zu Verfahrenspflegern eingesetzt. Spezialisierte Verfahrenspfleger mit pflegefachlichem Grundwissen werden für das gerichtliche Genehmigungsverfahren von Fixierungen fachlich fortgebildet, so dass sie neben ihrem beruflichen pflegefachlichen Wissen über Vermeidungsstrategien auch über einen gehobenen juristischen Informationsstand zu den rechtlichen Kriterien verfügen. Diese Verfahrenspfleger diskutieren im gerichtlichen Auftrag jeden Fixierungsfall individuell und gehen über den Zeitraum mehrerer Wochen Alternativüberlegungen gemeinsam mit der Pflegedienstleitung, den Angehörigen und dem rechtlichen Betreuer durch. Im Einzelfall regen sie auch Erprobungen von Alternativmaßnahmen an.
Im Vordergrund steht die Optimierung des Kommunikationsprozesses. Der Verfahrenspfleger nach dem Werdenfelser Weg erleichtert dem Betreuer dessen Entscheidung über die Notwendigkeit der Maßnahmen und einzugehende Risiken. Er stärkt dadurch die Rolle des Betreuers als erstem Entscheidungsträger (§ 1831 Abs. 1 und 4 BGB).
Als Interessenvertreter des einzelnen Heimbewohners klären sie mit allen Beteiligten ab, ob alle Vermeidungsstrategien für Fixierungen ausgeschöpft wurden und arbeiten auf eine gemeinsame Beurteilung der Risiken hin, um Fixierungen weitestgehend zu vermeiden und Pflegenden Handlungssicherheit in haftungsrechtlicher Hinsicht zu vermitteln. Dies geschieht in dem Bewusstsein, dass in der Abwägung mit der Menschenwürde und Selbstbestimmung hinnehmbare Risiken verbleiben. Ziel ist es, zu einer gemeinsam getragenen Abschätzung zu gelangen, wie im konkreten Fall das Verletzungsrisiko bei einem Sturz einerseits und die anderweitigen Folgen einer angewendeten Fixierung andererseits einzuschätzen sind. Auf diese Art und Weise sollen neben kurzfristigen Sicherheitsaspekten auch die ansonsten nicht ausreichend beachteten sonstigen Konsequenzen einbezogen werden, also der Verlust an Lebensqualität und aus Fixierungen resultierende physische und psychische Beeinträchtigungen oder gar ein Todesrisko durch Strangulation, Kopf-Tieflage oder Thoraxkompression, selbst bei korrekter Handhabung.

## Modellfunktion
Die Initiative Werdenfelser Weg hat zu einer erheblichen Reduzierung von Fixierungsmaßnahmen in vielen Regionen geführt. Ausgehend von der Initiative des Amtsgerichtes Garmisch-Partenkirchen im Werdenfelser Land im Jahre 2007 findet dieser Ansatz seit 2010 zunehmend bundesweit Verbreitung. Etwa 175 Landkreise bzw. Städte bundesweit (Stand: Dezember 2014) haben seit Sommer 2010 ihre Arbeitsweise dem Modell angeglichen oder den Entschluss gefasst, die Arbeitsweise entsprechend dem Werdenfelser Weg anzupassen. Aus ca. 100 weiteren Regionen ist ein aktuelles Informationsinteresse bekannt.

## Auszeichnungen
Die Initiatoren des Werdenfelser Wegs, Sebastian Kirsch und Josef Wassermann, wurden am 11. September 2012 mit dem Janssen-Zukunftspreis 2012 als ein bundesweit zukunftsweisendes Projekt im Gesundheitswesen ausgezeichnet. Die Jury war der Auffassung, der Werdenfelser Weg „biete deutschlandweit die erste rechtliche Grundlage für die Vermeidung von Fixierungsmaßnahmen bei pflegebedürftigen Menschen“. Anlässlich des 13. Bundesweiten Betreuungsgerichtstags vom 12. – 14. November 2012 in Erkner wurde zum ersten Mal der Förderpreis des Betreuungsgerichtstags vergeben. Ausgezeichnet wurde dabei das Projekt des Betreuungsvereins Cloppenburg, das seit 2010 die Idee des Werdenfelser Weges im Landkreis Cloppenburg als erstem Landkreis außerhalb Bayerns erfolgreich umsetzt.

## Kritik
Der Gesetzgeber hat ein Tätigwerden des Verfahrenspflegers entsprechend dem Werdenfelser Weg nicht vorgesehen. Nach § 8 BtrBG ist die zuständige Behörde für die Ermittlung zuständig. Der Verfahrenspfleger ist dagegen ausschließlich bis zum Abschluss des Verfahrens bzgl. der Genehmigung einer durch den Betreuer beantragen unterbringungsähnlichen Maßnahme zur Überprüfung der Entscheidung des Gerichts zuständig, da dem Betroffenen selbst kein rechtliches Gehör gewährt werden kann. Der Verfahrenspfleger ist nicht Sachverständiger oder Hilfsperson des Richters. Er hat nicht die Aufgabe, die Entscheidung des Gerichts vorzubereiten. Dies haben i. d. R. Fachärzte für Psychiatrie mit einem geeigneten Gutachtenauftrag sowie die Betreuungsbehörde zu erledigen. Fraglich ist insbesondere, wie der Verfahrenspfleger noch unabhängig die Entscheidung des Gerichts, vgl. § 335 Abs. 2 FamFG, überprüfen könnte, da er diese selbst vorbereitet hat. Eine längerfristige Überprüfung der durch das Gericht genehmigten Unterbringungsmaßnahme durch den Verfahrenspfleger widerspricht § 317 Abs. 5 FamFG.